# Торбеевка (Узловский район)
Торбеевка — деревня в Узловском районе Тульской области России.
В рамках административно-территориального устройства относится к Хитровской сельской администрации Узловского района, в рамках организации местного самоуправления входит в сельское поселение Шахтёрское.

## География
Расположена в 4 км к юго-западу от железнодорожной станции Узловая I (города Узловая).

## Население
| 2002 | 2010 |
| ---- | ---- |
| 182  | ↗203 |

Население — 203 чел. (2010). 